# Новиков Тихон Андрійович
Тихон Андрійович Новиков (23 серпня 1902, село Бесєдіно Курської губернії, тепер Курського району Курської області, Російська Федерація — 5 вересня 1990, місто Одеса) — радянський військовий діяч, контрадмірал. Депутат Верховної Ради УРСР 2-го скликання. Кандидат в члени ЦК КП(б)У в 1949—1952 р.

## Біографія
Народився у бідній селянській родині.
З 1922 року служив у Військово-морському флоті СРСР. З грудня 1922 до грудня 1926 року навчався у Військово-морському училищі імені Фрунзе у місті Петрограді (Ленінграді).
Член ВКП(б) з 1926 року.
У грудні 1926 — жовтні 1927 р. — помічник начальника вахти лінкору «Жовтнева революція».
У жовтні 1927 — жовтні 1928 р. — слухач мінного класу Спеціальних курсів командного складу Військово-морських сил (ВМС) РСЧА.
У жовтні 1928 — вересні 1930 р. — мінер есмінця «Карл Маркс». У вересні 1930 — лютому 1931 р. — помічник командира есмінця «Урицький».
У лютому 1931 — березні 1932 р. — командир есмінця «Войков» Морських сил Балтійського моря. У 1932 році закінчив тактичні курси при Військово-морській академії імені Ворошилова. У березні 1932 — березні 1935 р. — командир есмінця «Ерівань» Морських сил Далекого Сходу.
У березні 1935 — травні 1937 р. — командир окремого дивізіону сторожових кораблів Тихоокеанського флоту. У травні 1937 — травні 1938 р. — командир бригади есмінців Тихоокеанського флоту.
Репресований органами НКВС СРСР у травні 1938, перебував у тюрмі. У серпні 1939 року відновлений в кадрах Військово-морського флоту СРСР.
У листопаді 1939 — січні 1941 р. — командир загону знову збудованих надводних кораблів Червонопрапорного Балтійського флоту.
У січні — листопаді 1941 р. — командир загону легких сил Чорноморського флоту. Учасник німецько-радянської війни з червня 1941 року.
У листопаді 1941 — березні 1942 р. — командир бригади річкових кораблів Волзької військової флотилії. У березні — липні 1942 р. — командир Горьковської військово-морської бази. У липні — серпні 1942 р. — командир бригади тралення, у серпні 1942 — лютому 1943 р. — командир 2-ї бригади річкових кораблів — заступник командувача Волзької військової флотилії. У лютому — травні 1943 р. — начальник штабу, у травні — вересні 1943 р. — заступник командувача Волзької військової флотилії.
У вересні 1943 — вересні 1944 р. — командир бригади тралення і загороджень Чорноморського флоту.
У вересні 1944 — лютому 1946 р. — командир військово-морської бази міста Констанца (Румунія).
У лютому 1946 — 1947 р. — командир Північно-Західного оборонного району.
У 1947 — жовтні 1951 р. — командир Одеської військово-морської бази.
У жовтні 1951 — липні 1956 р. — начальник Чорноморської групи приймання Управління державного приймання кораблів ВМФ СРСР.
З липня 1956 року — у запасі. Проживав у місті Одесі.

## Звання
- контрадмірал (4.06.1940)

## Нагороди
- орден Леніна (1948)
- чотири ордена Червоного Прапора (1943, 1944, 1944, 1953)
- орден Ушакова 2-го ступеня (1945)
- орден Вітчизняної війни 1-го ст. (1985)
- орден Червоної Зірки (1935)
- медалі